# Heinz Hürten
Heinz Hürten (* 24. Februar 1928 in Düsseldorf; † 6. Januar 2018 in Münster) war ein deutscher Historiker.

## Leben und Wirken
Heinz Hürten studierte an der Universität Münster Geschichte und katholische Religionslehre und wurde 1955 promoviert. Anschließend war er an der Schule der Bundeswehr für Innere Führung in Koblenz, der Albert-Ludwigs-Universität Freiburg und im Bistum Münster in der Erwachsenenbildung sowie als stellvertretender Direktor der Sozialakademie tätig. 1970 habilitierte er sich und lehrte von 1972 bis 1977 an der Albert-Ludwigs-Universität Freiburg.
Heinz Hürten war Prüfer in Neuerer und Neuester Geschichte und ab 1977 ordentlicher Professor an der Katholischen Universität Eichstätt-Ingolstadt. Nach der Umwidmung der Gesamthochschule zur Universität 1980 war er der erste Dekan der Geschichts- und Gesellschaftswissenschaftlichen Fakultät und von 1982 bis zu seiner Emeritierung 1993 Vizepräsident der KU Eichstätt. Nach dem Rücktritt des damaligen KU-Präsidenten Rudolf Mosis hatte er zwischen 1983 und 1984 die interimistische Leitung der Universität inne – bis zur Wahl von Präsident Nikolaus Lobkowicz. Er war Mitglied der Görres-Gesellschaft.
Heinz Hürten lebte mit seiner Frau Maria im Ingolstädter Stadtteil Gerolfing und seit Juni 2017 in Münster. Er wurde auf dem Zentralfriedhof Münster beigesetzt.
Hürten galt als einer der renommiertesten und international bekanntesten Wissenschaftler auf dem Gebiet der Katholizismus-Forschung. Dazu verfasste er zahlreiche Arbeiten und Schriften. Ihm wurde 1988 das Bundesverdienstkreuz am Bande des Verdienstordens der Bundesrepublik Deutschland und 1993 der Päpstliche Silvesterorden (Komtur mit Stern) verliehen.

## Schriften (Auswahl)
- Reichswehr und Ausnahmezustand. Ein Beitrag zur Verfassungsproblematik der Weimarer Republik in ihrem 1. Jahrfünft. Westdeutscher Verlag, Opladen 1977, ISBN 3-531-07222-6.
- Restauration und Revolution im 19. Jahrhundert. Klett-Cotta, Stuttgart 1981, ISBN 3-12-915680-1.
- Die Epoche der Nationalstaaten und der Erste Weltkrieg. Klett-Cotta, Stuttgart 1981, ISBN 3-12-915690-9.
- Zwischenkriegszeit und Zweiter Weltkrieg. Klett-Cotta, Stuttgart 1982, ISBN 3-12-915700-X.
- Die Kirchen in der Novemberrevolution. Eine Untersuchung zur Geschichte der Deutschen Revolution 1918/19. Pustet, Regensburg 1984, ISBN 3-7917-0932-1.
- Kurze Geschichte des deutschen Katholizismus 1800–1960. Matthias-Grünewald-Verlag, Mainz 1986, ISBN 3-7867-1262-X.
- Der Kapp-Putsch als Wende. Über Rahmenbedingungen der Weimarer Republik seit dem Frühjahr 1920. Westdeutscher Verlag, Opladen 1989, ISBN 3-531-07298-6.
- Deutsche Katholiken 1918–1945. Schöningh, Paderborn 1992, ISBN 3-506-73966-2.
- Europa vom Ende des Zweiten Weltkriegs bis zum Zusammenbruch des Sowjetimperiums. Klett-Cotta, Stuttgart 1997, ISBN 3-608-91846-9.
- Kirche auf dem Weg in eine veränderte Welt. Ein Versuch über die Auseinandersetzung der Katholiken mit der Gesellschaft des 19. und 20. Jahrhunderts. Lit, Münster 2003, ISBN 978-3-8258-6688-4.
- Verkirchlichung und Entweltlichung. Zur Situation der Katholiken in Kirche, Gesellschaft und Universität. Herausgegeben von Ludwig Brandl. Schnell + Steiner, Regensburg 2011, ISBN 978-3-7954-2525-8.